# Атамановський Петро Юхимович
Атама́новський Петро́ Юхи́мович (*1899, місто Черкаси — †30 січня 1945) — Герой Радянського Союзу (1945, посмертно), у роки Німецько-радянської війни командир кулеметної обслуги 276-го стрілецького полку 77-ї стрілецької дивізії 51-ї армії 1-го Прибалтійського фронту, старший сержант.

## Біографія
Народився в 1899 році в місті Черкаси в родині робітника. Українець. Працював в радгоспі «Червоний партизан» Глобинського району Полтавської області. Потім переїхав до Горьківської (нині Нижньогородська) області.
Призваний в Червону армію Городецьким РВК Горьківської області в травні 1942 року. У діючій армії з червня 1942 року. Потрапив Атамановський до 77-ї стрілецької дивізії Південного фронту. В її складі в серпні — вересні 1942 року він брав участь в обороні міста Новоросійська. До осені 1943 року Атамановский боровся за це місто-герой, яке було звільнене 16 вересня 1943 року. Потім брав участь у відвоюванні Таманського півострова.
На початку квітня 1944 року 77-ма дивізія увійшла до складу 51-ї армії 4-го Українського фронту і зосередилася на Сиваському плацдармі. Звідси 8 квітня 1944 року командир кулеметної обслуги Атамановський разом зі своїм підрозділом пішов у наступ для відвоювання Криму. 13 квітня 1944 року він вів вогонь зі свого кулемета на вулицях Сімферополя. 7 травня 1944 року брав участь в штурмі Сапун-гори, що прикривала Севастополь. На її схилах він був важко поранений і лікувався в госпіталі в відвойованому Севастополі.
У вересні 1944 року Атамановський «наздогнав» свою дивізію, яка в складі 51-ї армії перемістилася з Криму до Прибалтики і вела бої на території Литви та Латвії у складі 1-го Прибалтійського фронту. Незабаром на Курляндському півострові були притиснуті до моря великі фашистські угруповання, які наполегливо чинили опір. Її керівництво сподівалася на деблокаду ззовні або, у крайньому разі, гадали пробитися на південь самим.
В кінці січня 1945 року фашисти зробили відчайдушні спроби вирватися з «мішка». Стримуючи натиск гітлерівців на одному з напрямків, 276-й стрілецький полк намагався виграти час для перегрупування сил та засобів оборони. Кулеметній обслузі старшого сержанта Атамановського було наказано зміцнитися на висоті, що розташована на вигідному рубежі біля населеного пункту Сікшні Лієпайского району республіки Латвії, і затримати противника до підходу основних сил 276-го стрілецького полку.
Весь день 30 січня 1945 року невелика група воїнів вела бій з переважаючими силами противника. Декілька разів намагалися гітлерівці обійти зміцнену на висоті кулеметну обслугу, але знову і знову їх зустріли вогнем, вони відступали на вихідний рубіж, зазнаючи великих втрат. Наприкінці дня ворог зробив артилерійський обстріл висоти, а потім знову пішли в атаку. Кулеметна обслуга билася до останнього патрона, знищила 2 роти ворожих солдатів і офіцерів, придушила вогонь 7 кулеметних точок, але гітлерівцям все-таки вдалося оточити висоту і радянських воїнів на ній. Малочисленна група радянських бійців зайняла кругову оборону. Коли живим на висоті залишився один старший сержант Атамановський, він зачекав, поки вороги наблизились на достатню відстань, і гранатою підірвав себе й оточуючих його німців. Похований на військовому кладовищі в місті Скуодас республіки Литви.

## Нагороди, пам'ять
Нагороджений орденом Леніна, орденом Слави 3-го ступеня і медаллю. Указом Президії Верховної Ради СРСР від 24 березня 1945 року за зразкове виконання бойових завдань командування на фронті і проявлені при цьому відвагу і героїзм старшому сержанту Петру Юхимовичу Атамановському було посмертно присвоєно звання Героя Радянського Союзу.
У будинку в місті Черкаси, де народився Герой, встановлена меморіальна дошка. Ім'я Героя носять вулиця в місті Черкаси і середня школа міста Єкатеринбурга. Його прізвище викарбуване на меморіальній дошці на Пагорбі Слави у Черкасах. Наказом Міністра оборони СРСР Атамановський навічно зарахований до списків особового складу військової частини.